# Martinus I van Sicilië
Martinus I van Sicilië bijgenaamd de Jongere (circa 1374 - Cagliari, 25 juli 1409) was van 1392 tot aan zijn dood koning van Sicilië. Hij behoorde tot het huis Barcelona.

## Levensloop
Martinus I was de oudste zoon van koning Martinus I van Aragón uit diens eerste huwelijk met Maria de Luna.
In 1391 huwde hij met koningin Maria van Sicilië (1363-1401), waardoor hij koning-gemaal van Sicilië werd. Er rees protest van de vier regenten van Sicilië en de andere edellieden, zoals neergelegd in de Eed van Castronovo (1391). Een jaar later, in 1392, vielen Martinus I en Maria met militaire macht Sicilië binnen om het gezag van de Kroon van Aragon te herstellen. Hun bevelhebber was Bernat de Cabrera, een welgestelde officier uit Catalonië. Opstandige Siciliaanse edelen werden neergeslagen en hun bezittingen en titels verbeurd verklaard. Zo vond onder meer de machtige graaf in Zuid-Sicilië de dood: Andrea Chiaramonte, graaf van Modica en Malta en admiraal van Sicilië.
Het echtpaar kreeg een zoon Peter (1398-1400), die zeer jong stierf. Naasten en adviseurs vonden dat hij zich zeer vrouwelijk gedroeg en er waren geruchten dat hij homoseksueel was. Hij regeerde aan de zijde van Maria tot aan haar dood in mei 1401. Vanaf dan bestuurde Martinus Sicilië alleen.
Na de dood van Maria hertrouwde Martinus op 26 december 1402 in Catania met Blanca (1387-1441), dochter en erfgename van koning Karel III van Navarra. Ze kregen een zoon Martinus (1403-1407), die ook de kindertijd niet overleefde. Daarnaast had Martinus een buitenechtelijke zoon bij Tarsia Rizzari: Fadrique de Luna (1402-1438), graaf van Luna en heer van Segorbe. Omdat het er naar uit zag dat Martinus zonder wettige nakomelingen zou overlijden, probeerde hij Fadrique aan te duiden als zijn erfgenaam. Dit mislukte echter omdat zijn buitenechtelijke zoon in 1412 bij het Compromis van Caspe uitgesloten werd van troonsopvolging. Voorts had hij een buitenechtelijke dochter bij Agathe de Pesce: Yolande (circa 1400-1428), die tweemaal huwde; eerst in 1405 met Enrique Pérez de Guzmán, graaf van Niebla, en daarna met diens neef Martin de Guzmán. Yolande was eveneens een verre voorouder van Eugénie de Montijo (1826-1920), echtgenote van keizer Napoleon III.
In juni 1409 veroverde Martinus I van Sicilië het eiland Sardinië, nadat hij de heerser van Arborea had verslagen in de Slag bij Sanluri. Kort nadien, eind juli 1409, bezweek hij echter onverwachts aan malaria. Zijn vader Martinus I van Aragón volgde hem onder de naam van Martinus II op als koning van Sicilië.
- Bibliothèque nationale de France: cb124973711 (data)
- Catàleg d'autoritats de noms i títols de Catalunya: 981058525805206706
- Gemeinsame Normdatei: 1236544919
- International Standard Name Identifier: 0000 0003 8258 1808
- Library of Congress Control Number: nr94034835
- Virtual International Authority File: 266171438